# Arbaces d'Arnàsia
Arbaces (persa antic Arbaku) fou un governant del principat mede d'Arnàsia.
Arbaces era un dels nombrosos prínceps medes que pagaven tribut al rei d'Assíria Sargon II, apareixent testimoniat el 713 aC.